# Antoinette van Saksen-Altenburg

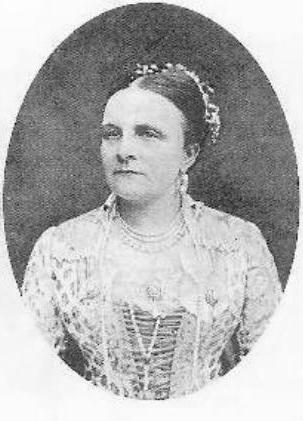
Antoinette van Saksen-Altenburg

Antoinette Charlotte Marie Jozefine Carolina Frida van Saksen-Altenburg (Bamberg, 17 april 1838 – Berchtesgaden, 31 oktober 1908) was een prinses van Saksen-Altenburg.
Zij was de tweede dochter uit het eerste huwelijk van Eduard van Saksen-Altenburg en Amalia van Hohenzollern-Sigmaringen. Ze trouwde op 22 april 1854 met erfhertog Frederik van Anhalt. Het paar kreeg de volgende kinderen:
- Leopold Frederik (1855-1886)
- Leopold Frederik Eduard Karel Alexander (1856-1918), hertog van Anhalt van 1904 tot 1918
- Elisabeth Marie Frederika Amalia Agnes (1857-1933), gehuwd met Adolf Frederik V van Mecklenburg-Strelitz
- Eduard George Willem Maximiliaan (1861-1918), hertog van Anhalt in 1918
- Aribert Jozef Alexander (1864-1933), regent voor hertog Joachim Ernst in 1918
- Alexandra Theresia Marie (1868-1958)